# Powiat Ohlau

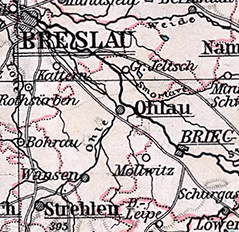
Kreis Ohlau, 1905 r.

Powiat Ohlau (niem. Kreis Ohlau, pol. powiat oławski) – niemiecki powiat istniejący w okresie od 1741 do 1932 i od 1933 do 1945 r. na terenie Śląska.
Powiat Ohlau należał początkowo do rejencji wrocławskiej pruskiej prowincji Śląsk, jednak w 1816 r. został przeniesiony do rejencji dzierżoniowskiej. W 1919 r. prowincję podzielono i powiat trafił do prowincji Dolny Śląsk. W 1932 r. został zlikwidowany poprzez włączenie do powiatu Brieg, ale już rok później wydzielono go ponownie w poprzednim kształcie. W 1939 r. Kreis Ohlau przemianowano na Landkreis Ohlau. W 1945 r. powiat zajęła Armia Czerwona, a jego terytorium trafiło pod administrację polską.
W 1910 r. powiat obejmował 144 gmin o powierzchni 617,50 km² zamieszkanych przez 54.963 osób.